# Cantón de Plestin-les-Grèves
El cantón de Plestin-les-Grèves es una división administrativa francesa, situada en el departamento de Côtes-d'Armor.

## Geografía
Este cantón es organizado alrededor de  Plestin-les-Grèves en él distrito de Lannion.

## Composición
El cantón  de Plestin-les-Grèves agrupa 9 comunas:
- Lanvellec
- Plestin-les-Grèves
- Ploumilliau
- Plouzélambre
- Tréduder
- Trémel
- Saint-Michel-en-Grève
- Trédrez-Locquémeau
- Plufur

## Demografía
| 8 188 | 8 177 | 8 746 | 8 873 | 9 074 | 9 803 |
| Para los censos de 1962 a 1999 la población legal corresponde a la población sin duplicidades (Fuente: INSEE [Consultar]) |       |       |       |       |       |